# Knudsker Pastorat
Knudsker Pastorat er et pastorat i Bornholms Provsti (Københavns Stift). Pastoratet ligger i Bornholms Regionskommune (Region Hovedstaden). I Knudsker Pastorat ligger Knudsker Sogn.